# Mariam Toloba
Mariam Abdulai Toloba (Gent, 20 september 1999) is een Belgisch voetballer die bij voorkeur als aanvaller speelt. Ze tekende in 2025 voor  FC Nantes.

## Clubcarrière
KAA Gent haalde Toloba op dertienjarige leeftijd weg bij Sparta Petegem. Op vijftienjarige leeftijd debuteerde zij reeds in de Super League. In 2017 scoorde zij het winnende doelpunt in de bekerfinale. 
In 2019 trok Toloba naar RSC Anderlecht, waar ze viermaal op rij kampioen werd. In 2023 tekende ze bij Standard Luik. In april 2025 scoorde ze het enige doelpunt in de bekerfinale.

## Interlandcarrière
Op 12 juli 2024 debuteerde Toloba voor België. Op 3 december 2024 scoorde zij op Den Dreef haar eerste interlanddoelpunt tegen Oekraïne. Op 21 februari 2025 scoorde ze opnieuw voor de Red Flames tegen Spanje.